# Poa arida
Poa arida är en gräsart som beskrevs av George Vasey. Poa arida ingår i släktet gröen, och familjen gräs. Inga underarter finns listade i Catalogue of Life.

## Bildgalleri

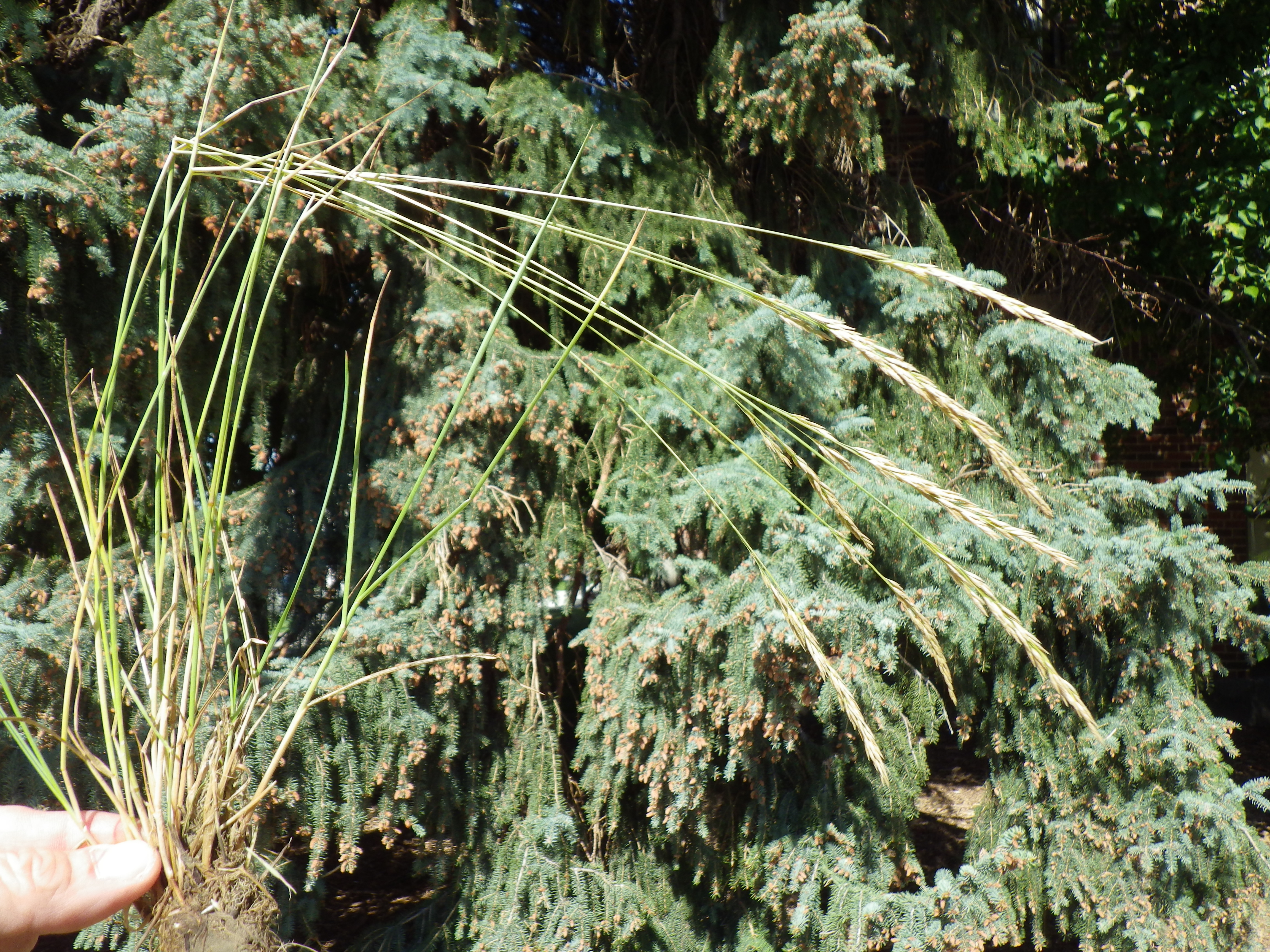
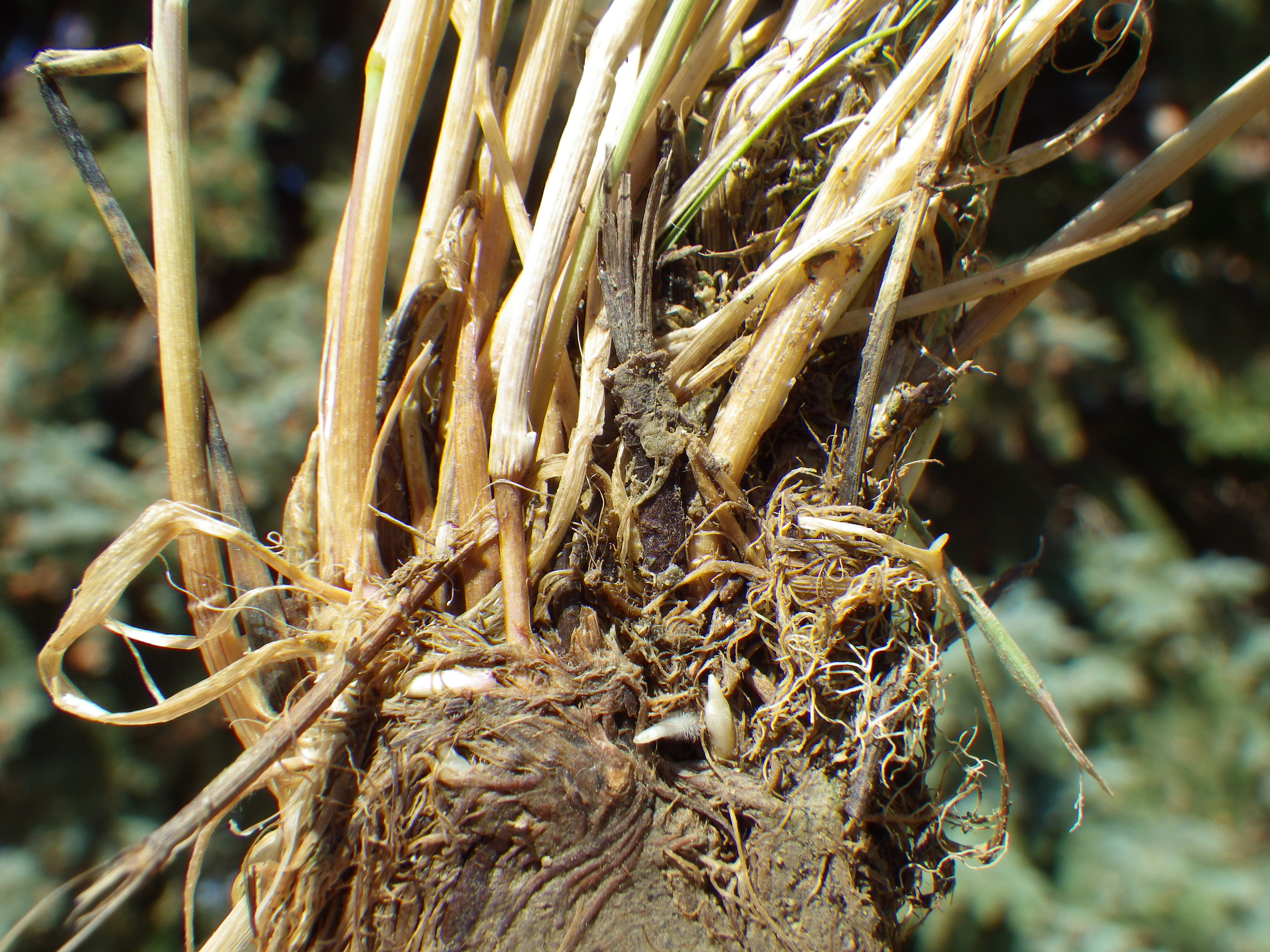
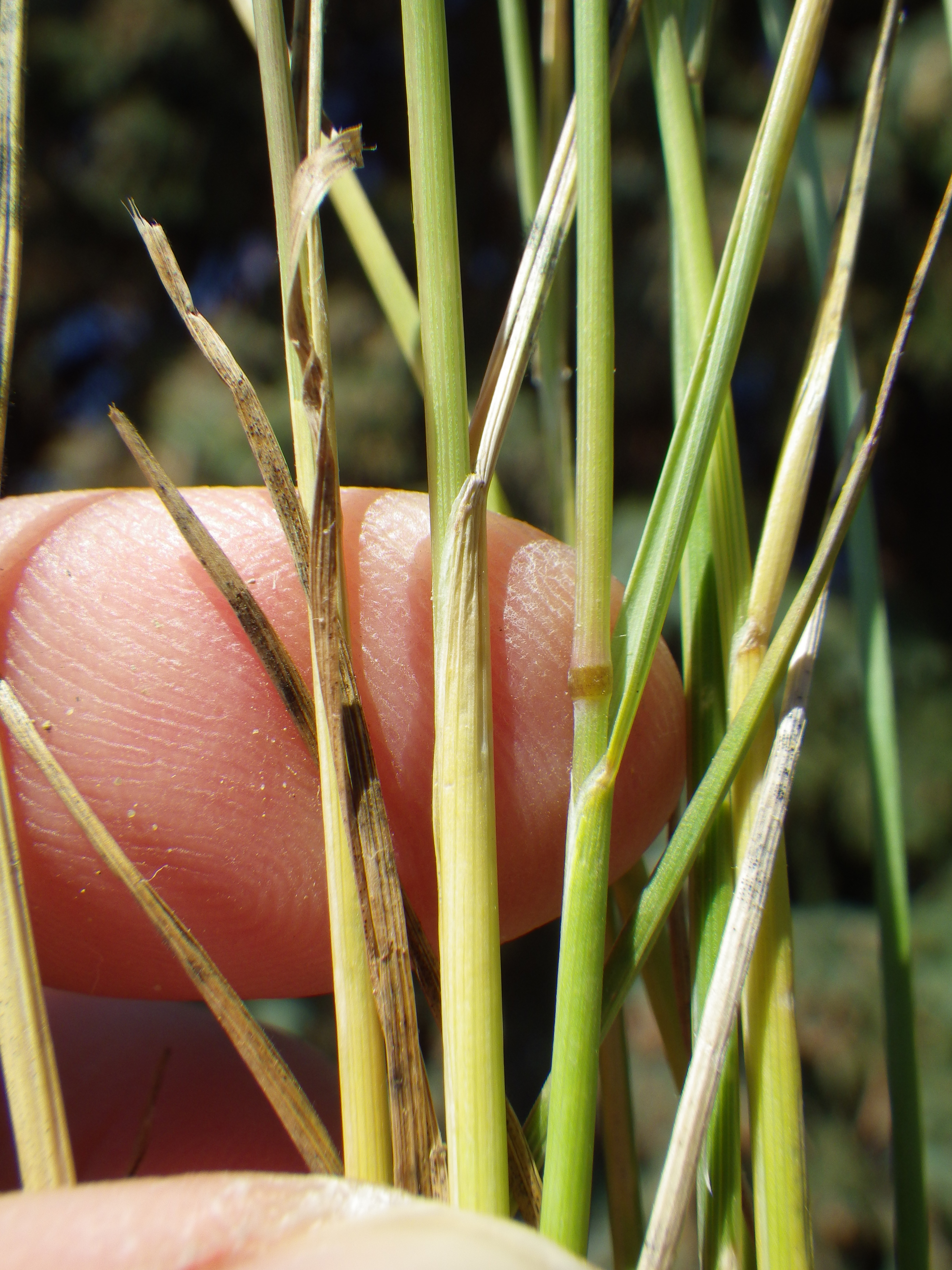
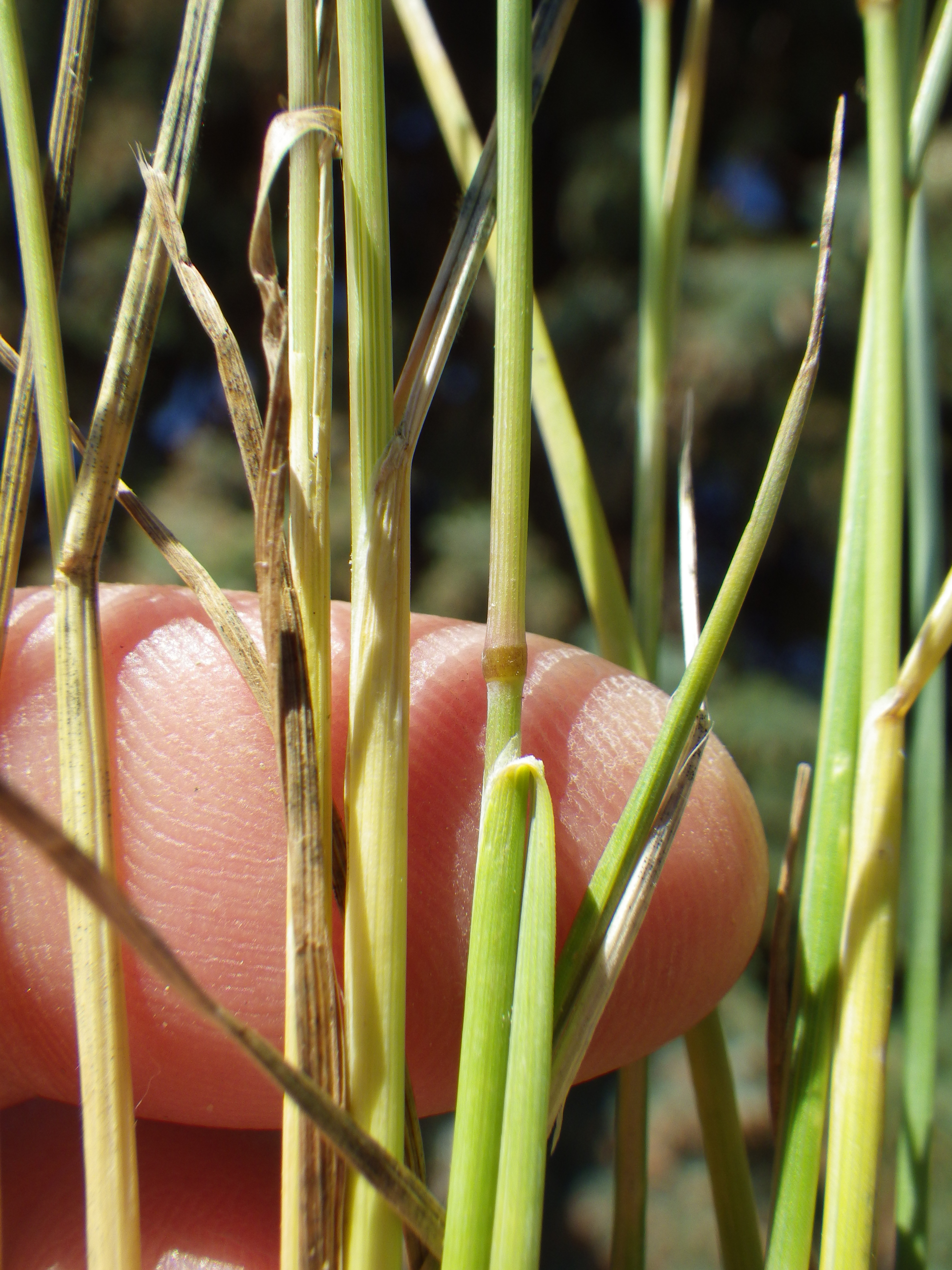